# عایشه مینه
عایشه مینه (انگلیسی: Ayşe Mine؛ زادهٔ ۳۰ ژانویهٔ ۱۹۶۱) بازیگر سینما، خواننده، و بازیگر اهل ترکیه است. وی از سال ۱۹۷۴ میلادی تاکنون مشغول فعالیت بوده‌است.